# Штрасбург (Німеччина)
Штрасбург (нім. Strasburg) — місто в Німеччині, розташоване в землі Мекленбург-Передня Померанія. Входить до складу району Передня Померанія-Грайфсвальд.
Площа — 86,84 км2. Населення становить 4553 ос. (станом на 31 грудня 2020).

## Уродженці
- Альберт Фрідріх Бернер (1818—1907) — німецький криміналіст.